# Europacup II 1970/71
De 11de editie van de Beker der Bekerwinnaars werd door het Engelse Chelsea gewonnen in de finale tegen het Spaanse Real Madrid. De verdedigende kampioen Manchester City werd in de halve finale door Chelsea verslagen.

## Voorronde
| Team #1        | Tot.  | Team #2         | 1ste wed | 2de wed |
| -------------- | ----- | --------------- | -------- | ------- |
| Åtvidabergs FF | 1 - 3 | Partizan Tirana | 1 - 1    | 0 - 2   |
| Bohemians FC   | 3 - 4 | TJ Gottwaldov   | 1 - 2    | 1 - 1   |

## Eerste ronde
| Team #1             | Tot.           | Team #2              | 1ste wed | 2de wed      |
| ------------------- | -------------- | -------------------- | -------- | ------------ |
| Kickers Offenbach   | 2 - 3          | Club Brugge          | 2 - 1    | 0 - 2        |
| IB Akureyri         | 1 - 14         | FC Zürich            | 1 - 7    | 0 - 7        |
| CSKA Sofia          | 11 - 1         | Haka Valkeakoski     | 9 - 0    | 2 - 1        |
| Aris Saloniki       | 2 - 6          | Chelsea FC           | 1 - 1    | 1 - 5        |
| Aberdeen FC         | 4 - 4 ns (4-5) | Boedapest Honvéd SE  | 1 - 3    | 3 - 1 (n.v.) |
| Manchester City     | (u) 2 - 2      | Linfield FC          | 1 - 0    | 1 - 2        |
| Göztepe Izmir       | 5 - 1          | US Luxembourg        | 5 - 0    | 0 - 1        |
| Aalborg BK          | 1 - 9          | Górnik Zabrze        | 0 - 1    | 1 - 8        |
| TJ Gottwaldov       | (u) 2 - 2      | PSV Eindhoven        | 2 - 1    | 0 - 1        |
| Karpaty Lvov        | 3 - 4          | Steaua Boekarest     | 0 - 1    | 3 - 3        |
| Olimpija Ljubljana  | 2 - 9          | SL Benfica           | 1 - 1    | 1 - 8        |
| FC Vorwärts Berlin  | (u) 1 - 1      | Bologna F.C. 1909    | 0 - 0    | 1 - 1        |
| Cardiff City        | 8 - 0          | Pezoporikos Larnaca  | 8 - 0    | 0 - 0        |
| Strømsgodset IF     | 3 - 7          | FC Nantes Atlantique | 0 - 5    | 3 - 2        |
| Hibernians FC       | 0 - 5          | Real Madrid          | 0 - 0    | 0 - 5        |
| FC Wacker Innsbruck | 5 - 3          | Partizan Tirana      | 3 - 2    | 2 - 1        |

## Tweede ronde
| Team #1             | Tot.           | Team #2              | 1ste wed | 2de wed |
| ------------------- | -------------- | -------------------- | -------- | ------- |
| Club Brugge         | 4 - 3          | FC Zürich            | 2 - 0    | 2 - 3   |
| CSKA Sofia          | 0 - 2          | Chelsea              | 0 - 1    | 0 - 1   |
| Boedapest Honvéd SE | 0 - 3          | Manchester City      | 0 - 1    | 0 - 2   |
| Göztepe Izmir       | 0 - 4          | Górnik Zabrze        | 0 - 1    | 0 - 3   |
| PSV Eindhoven       | 7 - 0          | Steaua Boekarest     | 4 - 0    | 3 - 0   |
| SL Benfica          | 2 - 2 ns (3-5) | FC Vorwärts Berlin   | 2 - 0    | 0 - 2   |
| Cardiff City        | 7 - 2          | FC Nantes Atlantique | 5 - 1    | 2 - 1   |
| Real Madrid         | 2 - 1          | FC Wacker Innsbruck  | 0 - 1    | 2 - 0   |

## Kwartfinale
| Team #1         | Tot.  | Team #2            | 1ste wed | 2de wed      | Playoff |
| --------------- | ----- | ------------------ | -------- | ------------ | ------- |
| Club Brugge     | 2 - 4 | Chelsea            | 2 - 0    | 0 - 4 (n.v.) |         |
| Manchester City | 2 - 2 | Górnik Zabrze      | 2 - 0    | 0 - 2 (n.v.) | 3 - 1   |
| PSV Eindhoven   | 2 - 1 | FC Vorwärts Berlin | 2 - 0    | 0 - 1        |         |
| Cardiff City    | 1 - 2 | Real Madrid        | 1 - 0    | 0 - 2        |         |

## Halve finale
| Team #1       | Tot.  | Team #2         | 1ste wed | 2de wed |
| ------------- | ----- | --------------- | -------- | ------- |
| Chelsea       | 2 - 0 | Manchester City | 1 - 0    | 1 - 0   |
| PSV Eindhoven | 1 - 2 | Real Madrid     | 0 - 0    | 1 - 2   |

## Finale
| Team #1 | Uitsl.       | Team #2     |
| ------- | ------------ | ----------- |
| Chelsea | 1 - 1 (n.v.) | Real Madrid |

## Finale replay
| Team #1 | Uitsl. | Team #2     |
| ------- | ------ | ----------- |
| Chelsea | 2 - 1  | Real Madrid |